# Lo stadio di Wimbledon (film)
Lo stadio di Wimbledon (Le stade de Wimbledon) è un film del 2001 diretto da Mathieu Amalric.
Pellicola di produzione francese, è tratta dall'omonimo romanzo di Daniele Del Giudice.

## Trama
Per le strade di Trieste una ragazza va in cerca di uno scrittore di nome Bobi Wohler. Egli non ha mai elaborato alcuna opera originale, ma solo le traduzioni delle opere di Robert Musil e Franz Kafka. Lo scrittore sarebbe morto negli anni '60 divenendo una personalità del mondo letterario della città. Bobi Wohler conobbe Italo Svevo, Eugenio Montale e James Joyce.
Per un anno intero fece quattro viaggi in città di un giorno ciascuno, uno per stagione, interrogando librai e persone vicine a Wohler, in una ricerca sempre più personale di cui non si dichiara la vera ragione; forse, una ricerca accademica. Il suo viaggio termina a Londra, in Inghilterra, dove incontra Ljuba Blumenthal, ex compagna dello scrittore, alla quale affida il suo lavoro. Dopo un'avventura di una notte fallita in un pub inglese, si aggira tra le panche vuote del campo centrale dello stadio di Wimbledon.